# Serrat de la Balma
El Serrat de la Balma és una serra situada al municipi de Bellver de Cerdanya, a la comarca de la Baixa Cerdanya, amb una elevació màxima de 1.275 metres.